# Manucomplanus ungulatus
Manucomplanus ungulatus är en kräftdjursart som först beskrevs av Studer 1883.  Manucomplanus ungulatus ingår i släktet Manucomplanus och familjen eremitkräftor. Inga underarter finns listade i Catalogue of Life.